# Hängebrücke (Hann. Münden)

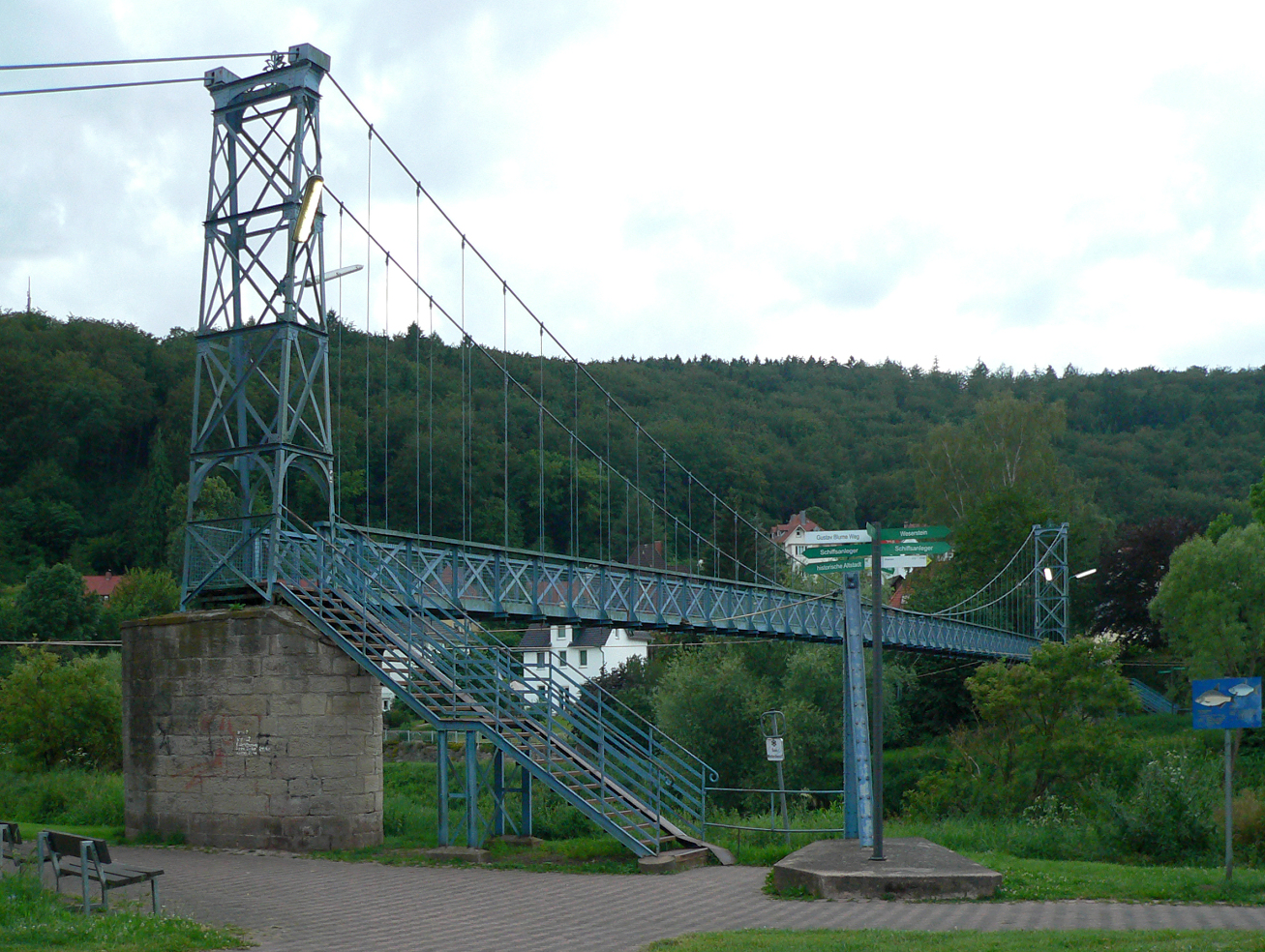
Hängebrücke mit aufgesockelten Pylonen, Tragseilen und Fußgängersteg (2016)

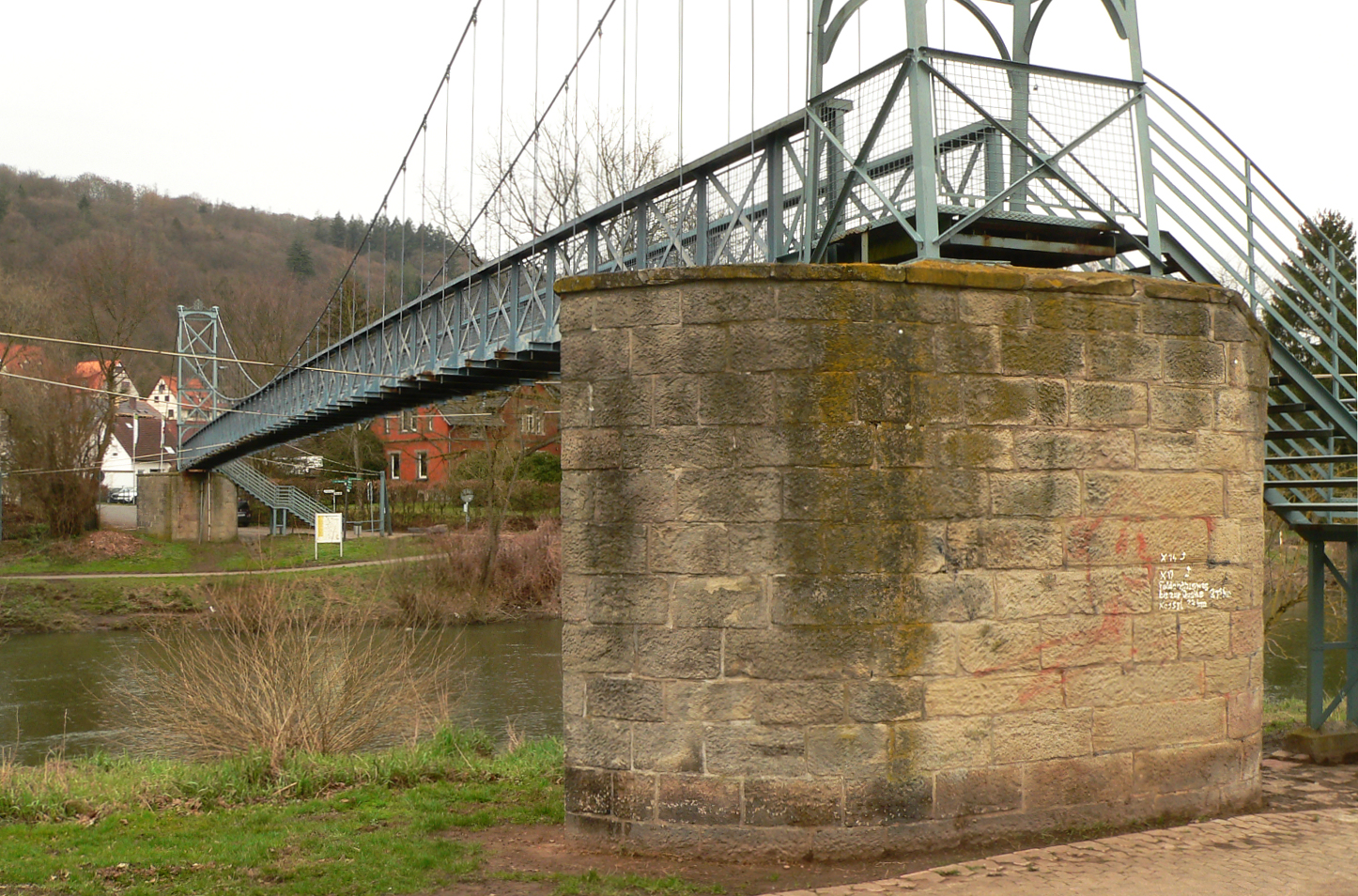
Die Brücke über die Fulda vom Tanzwerder aus gesehen (2023)

Die Hängebrücke in Hann. Münden (Südniedersachsen) ist eine 72 Meter lange Fußgängerbrücke über die Fulda. Sie verbindet den Stadtteil Altmünden und die Flussinsel Tanzwerder. Die 1901 eingeweihte Brücke ist seit Dezember 2022 wegen mangelnder Tragfähigkeit dauerhaft gesperrt und soll nach einer Sanierung ab dem Frühjahr 2026 wieder nutzbar sein. Der markante hellblaue Anstrich hat zur Bezeichnung „Blaue Brücke“ im Volksmund geführt.

## Beschreibung

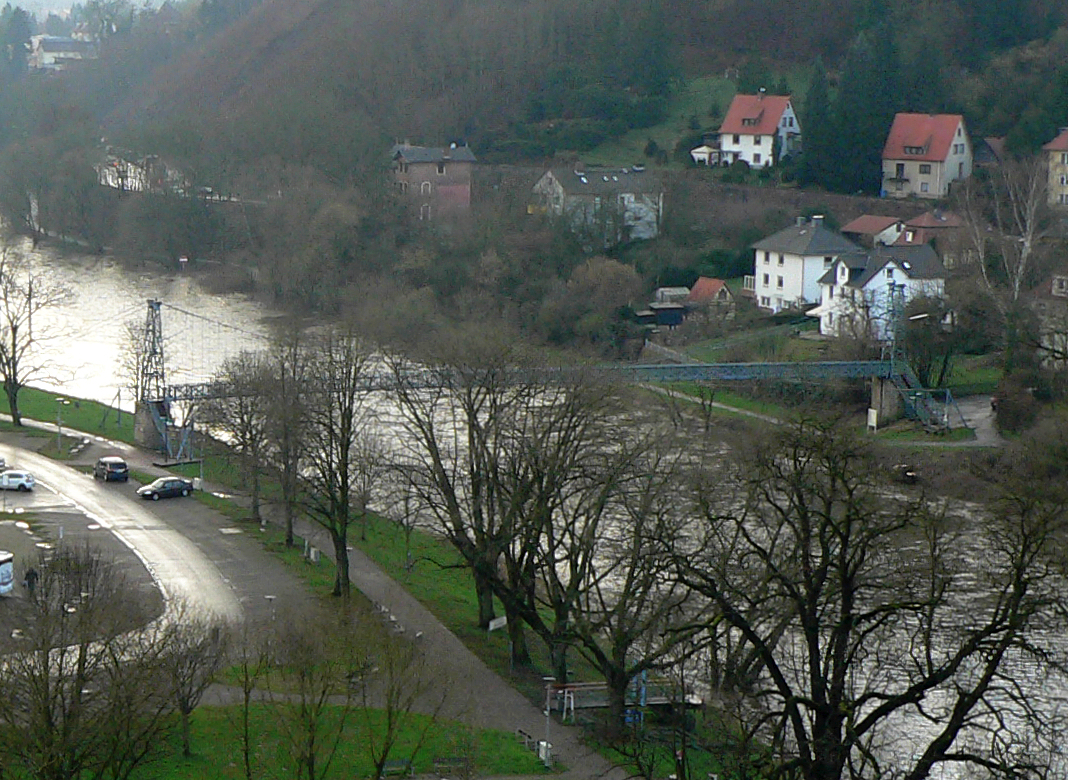
Blick vom Questenberg auf Fulda und Hängebrücke (2016)

Die Hängebrücke ist eine 1980 erneuerte Schweißkonstruktion, die auf jeder Flussseite auf einem 3,50 Meter hohen Sandsteinsockel aufsitzt mit je einem 8,80 Meter hohen, stählernen Fachwerkpylon, über den die zwei je 148 Meter langen Tragseile geführt werden, deren Enden in seitlichen Ankerblöcken befestigt sind. Der hellblaue Farbton des Anstrichs aller Metallteile DB 501 nach der DB-Farbtonkarte wird wegen ihres hohen Anteils an Eisenglimmer als Korrosionsschutzanstrich von Brücken verwendet.
Fußgänger müssen über Treppen die seitlichen Sockel ersteigen, bevor sie auf den von den Tragseilen abgehängten, schmalen Fachwerkträger-Steg mit einer Spannweite von 72 m gelangen, der einen Belag aus Holzbohlen aufweist.

## Geschichte
1895 wurde auf der Flussinsel Tanzwerder eine Schleuse in Betrieb genommen, deren Schleusenkanal die Insel in den unteren und den oberen Tanzwerder teilte. In dem Zusammenhang wurde der Bau einer Hängebrücke zwischen Altmünden und dem Tanzwerder geplant und beschlossen. Die Brücke musste eine bestimmte Höhe haben, damit auch bei hohen Wasserständen Schiffe sie unterqueren konnten. Den Brückenbau übernahmen die Siegen-Lothringer Werke aus Siegen. Der Bau begann 1898; 1901 wurde die Brücke eingeweiht.
Bei der Planung veranschlagte die Stadt rund 25.000 Mark an Baukosten. Nutznießer der Brücke waren vor allem die Bewohner von Altmünden, weil sich ihr Weg in die Stadt verkürzte. Die 204 Grundeigentümer in Altmünden wurden durch einen Aufschlag auf ihre Grund- und Gebäudesteuer an den Baukosten beteiligt. Da die Brücke auch von Besuchern der Tillyschanze genutzt wurde, übernahm die Stadt ab 1913 die Kosten für den Brückenunterhalt.
Soldaten der Wehrmacht sprengten am 6. April 1945, kurz vor Ende des Zweiten Weltkriegs, die Spannanker der Brücke; sie stürzte in die Fulda. Noch 1945 wurde die Brücke aus dem Wasser gezogen und die Stahlseile wurden wieder verankert.

## Sanierungen und Erneuerungen

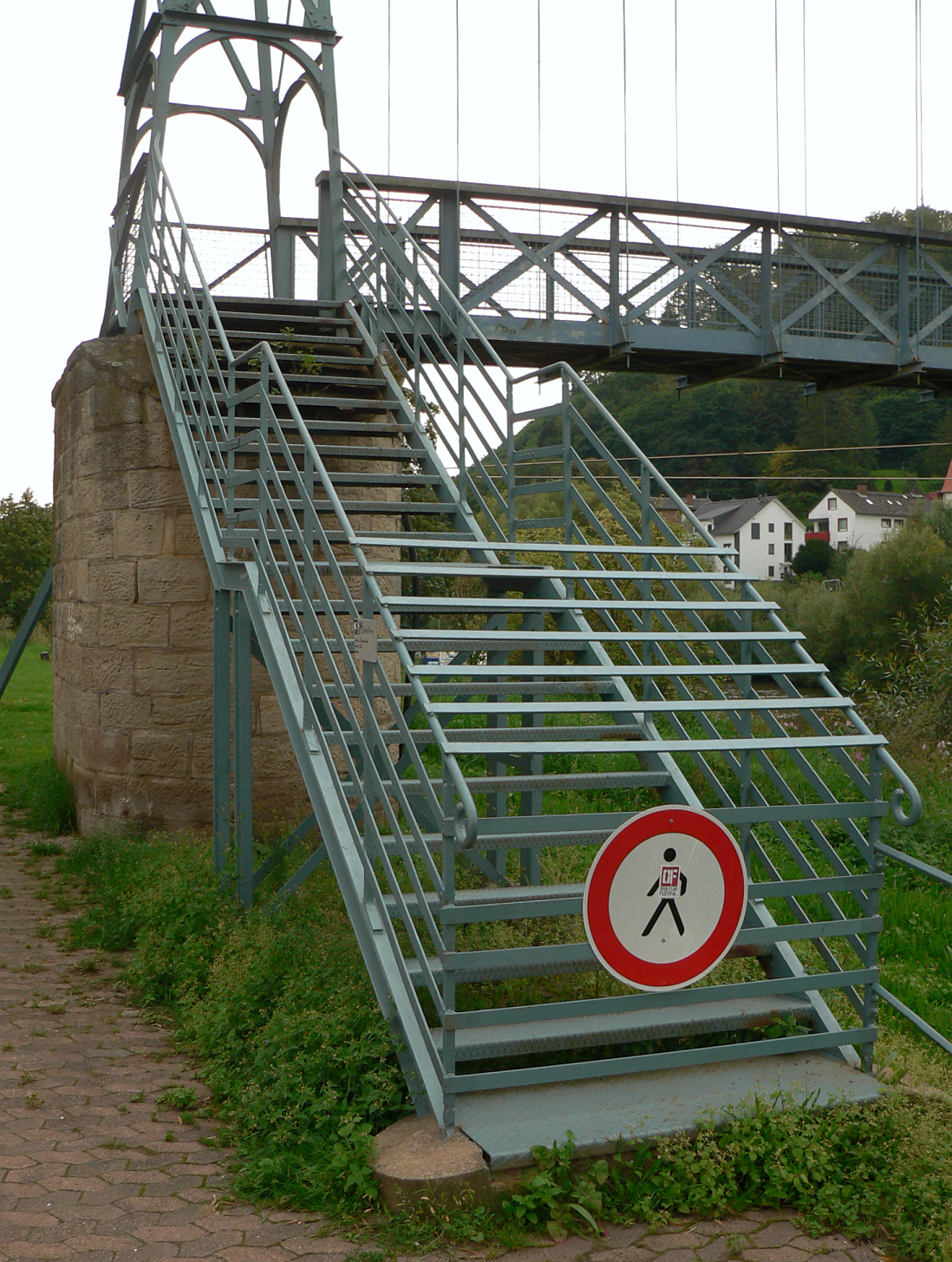
Abgesperrter Treppenaufgang (2023)

Erste Erneuerungsarbeiten an der Brücke gab es bereits 1927. In den Jahren 1978 und 1979 erfolgte über 12 Monate eine Generalsanierung der Brücke, bei der sie wegen Korrosionsschäden weitgehend erneuert wurde. Die ursprüngliche genietete Stahlkonstruktion wurde durch eine Schweißkonstruktion ersetzt. Eine weitere Sanierung gab es 1988. Ab 2004 wurde bei Brückenprüfungen ein zunehmend schlechter Zustand festgestellt. Von 2018 bis 2020 war die Brücke gesperrt. 2019 wurde eine provisorische Reparatur durchgeführt, bei der die Stahlseile ertüchtigt und alle Eisenteile des Bauwerks entrostet wurden. Dennoch ergab eine spätere Überprüfung einen desolaten Zustand, der angeblich nur durch eine Sanierung (mit Kosten in Höhe von zwei Millionen Euro) oder durch einen Neubau für eine Million Euro behoben werden könne. Da die Sanierungskosten die Kosten für einen Neubau überstiegen, sprach die Stadt Hann. Münden von einem wirtschaftlichen Totalschaden. Später nannte die Stadt mögliche Sanierungskosten im sechsstelligen Bereich. Die Brückenkonstruktion habe die angestrebte Nutzungsdauer von 80 bis 100 Jahren bereits um mindestens zwei Jahrzehnte überschritten. Im Dezember 2022 wurde die Brücke für unbestimmte Zeit gesperrt. Eine Überprüfung auf Veranlassung des Landesrechnungshofs Niedersachsen hatte ergeben, dass sie nicht mehr tragfähig sei. Das Bauwerk gilt als nicht verkehrssicher und als nicht dauerhaft belastbar. Die korrosionsbedingten Schäden sollen gravierend sein. Anfang 2023 lag ein angefordertes Gutachten noch nicht vor. Die Sanierung der Brücke ist ab dem Herbst 2025 vorgesehen.

## Sonstiges
Über die Brücke verlaufen der Märchenlandweg und weitere Wanderwege.
Weitere Blaue Brücken gibt es u. a. in Cham, Mülheim an der Ruhr und Sankt Petersburg; die blaue Brücke in Dresden heißt Blaues Wunder.